# Elektrický zkrat

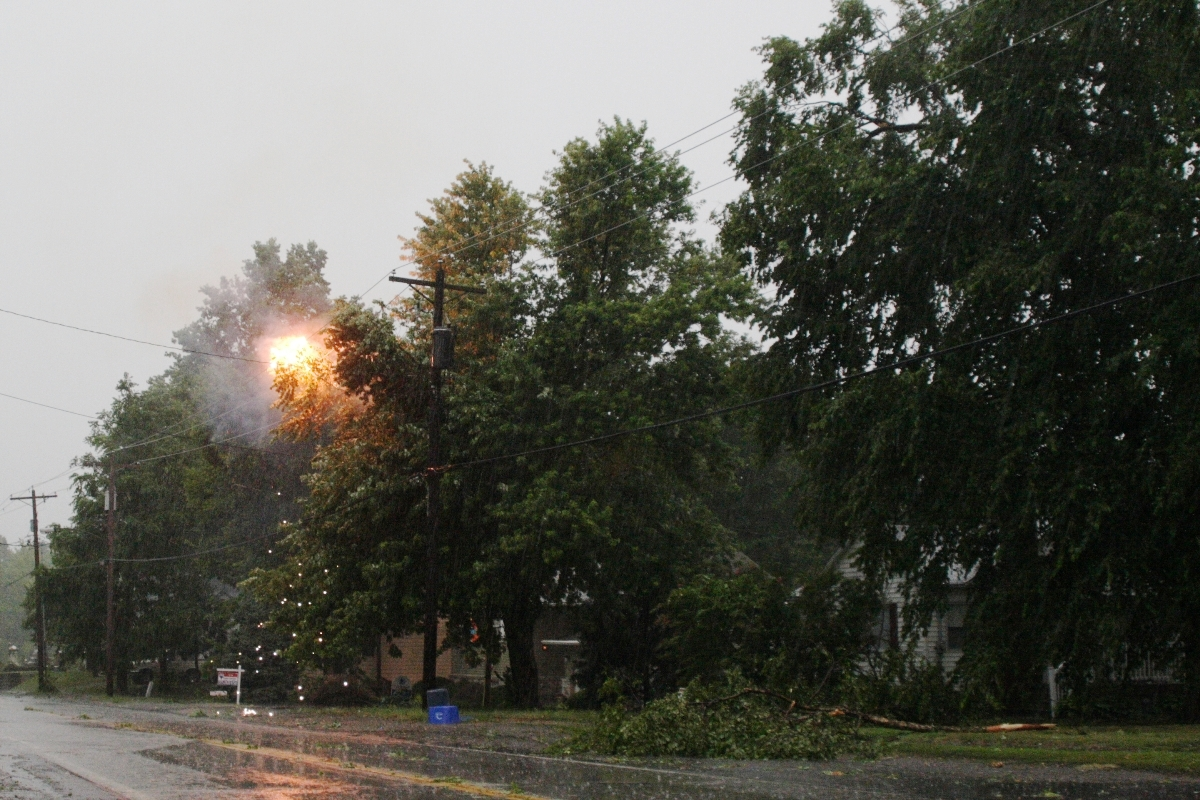
Zkrat na venkovním vedení

Elektrický zkrat neboli krátké spojení nebo spojení nakrátko (lidově kraťas, šlus) je zapojení elektrického zdroje bez elektrického spotřebiče neboli stav, kdy v elektrickém obvodu neprochází elektrický proud přes spotřebič, ale přímo elektrickým vodičem od jednoho elektrického pólu zdroje k druhému. Někdy se slovo „zkrat“ nesprávně používá k označení libovolné elektrické poruchy.

## Vznik zkratu
Zkrat nastává přímým vodivým propojením pólů zdroje, např. když se poškodí izolace přívodních vodičů nebo vodičů uvnitř spotřebiče a dojde k jejich vzájemnému dotyku.
Zkrat může způsobit i vodivá kapalina (elektrolyt), dostane-li se do styku s vodiči (u venkovního vedení kupř. za prudké dešťové či sněhové bouře).
U venkovního vedení zkrat může způsobit také např. pád ulomené větve přes jednotlivé vodiče či pád jednoho uvolněného vodiče přes druhý, či vodivé spojení vodiče se zemí (např. v místě jeho největšího průhybu). U kabelového vedení zkrat může způsobit např. překopnutí kabelu a u trakčního vedení např. pohyb osoby po střeše vozidla v jeho dosahu.
V elektrorozvodné síti vysokého či nízkého napětí je hodnota zkratového proudu limitována zkratovým výkonem nejbližšího napájecího transformátoru.

## Důsledky zkratu
Při zkratu je elektrickému proudu kladen velmi malý odpor, takže velikost proudu může být vysoká a ve vodiči může vznikat velké teplo. Procházející proud je v tomto případě určen pouze vnitřním odporem zdroje a vodičů. Následkem tepla vznikajícího při zkratu může dojít k poškození zdroje, vodičů nebo spotřebiče. Nachází-li se blízko vodiče hořlavý materiál, může materiál při zkratu začít hořet, zkrat bývá častou příčinou požárů.
U galvanických zdrojů dochází k rychlému „vybití“, tj. k rychlému přenosu elektrického náboje mezi elektrodami, a tím ke snížení elektrického napětí mezi nimi. Zahřátí chemikálií uvnitř zdroje může vést k nežádoucím chemickým reakcím a poškození elektrod, v některých případech až k explozi zdroje.
Někdy se zkratu využívá k „vybití“ nahromaděného elektrického náboje nebo k vyrovnání elektrických potenciálů mezi dvěma elektricky nabitými tělesy. Při tzv. řízeném zkratu se tělesa bezpečně propojí a nechá se projít elektrický proud. Takzvané zkratovače se používají zejména k „vybití“ velkého množství náboje v kapacitorech, resp. kondenzátorech.

## Ochrana proti zkratu
Dojde-li ke zkratu, je třeba co nejrychleji přerušit elektrický obvod.
K ochraně elektrického obvodu proti zkratu slouží pojistky a jističe. U tavné pojistky se vlivem tepla roztaví tenký drátek, u elektromagnetického jističe silné magnetické pole přitáhne kotvu a vypne obvod. Kombinovaný jistič obsahuje navíc bimetalový pásek, který se teplem ohýbá, a obvod se vypne i při slabším (slabě vyšším než jmenovitým), ale dlouho trvajícím elektrickém proudu (tzv. nadproudu). Elektrické (elektronické) přístroje často obsahují pojistku, která se větším teplem přepálí. Zničené pojistky je nutno vyměnit vždy za pojistky stejných výrobcem udaných parametrů. Jističe se dají zapnout do opětovného provozu přepnutím páčky, příp. stisknutím tlačítka. Někdy se elektrický obvod při zkratu přeruší samovolně, vyčerpá-li se energie elektrického zdroje nebo dojde-li k přepálení vodičů, tj. poškození obvodu.
Prevencí proti zkratu je používat kvalitní nepoškozené elektrické spotřebiče, v žádném případě nezapojovat vadné nebo amatérsky vyrobené přívodní šňůry, nepoužívat elektrické spotřebiče ve vlhkém prostředí, nevystavovat je nadměrnému teplu a dodržovat běžné zásady bezpečné práce s elektrickým zařízením.

## Zkraty v silnoproudé elektrotechnice

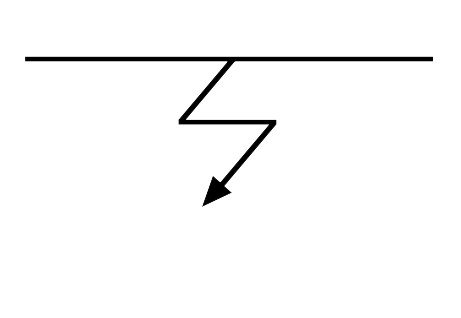
Schematická značka zkratu

V silnoproudé elektrotechnice a energetice je zkrat mimořádně nebezpečnou poruchou. Kromě výše řečeného hraje roli mimořádně vysoká úroveň zkratových proudů, způsobující vývin velkého množství tepla v místě krátkého spojení. To může vést k požárům či výbuchům vybavení. Dalším nebezpečným důsledkem vysokých zkratových proudů je elektrodynamické namáhání vodičů, v jehož důsledku může dojít k deformaci vinutí elektrický strojů či transformátorů, k poškození přípojnic rozvoden či mechanickému rozrušení konstrukcí. K omezení hodnot zkratového proudu se používá technika dělení přípojnic do sekcí a vřazování tlumivek (reaktorů) a vypínačů s vysokou rychlostí odpojení. Elektrický zkrat v třífázové střídavé elektrické síti je poruchové vodivé spojení mezi fázemi resp. mezi fázemi a zemí:

### Průběh zkratového proudu
Průběh zkratového proudu {\displaystyle i_{k}} v čase {\displaystyle t} modelujeme následující diferenciální rovnicí:
{\displaystyle L{\frac {d}{dt}}i_{k}(t)+Ri_{k}(t)=U_{m}sin(\omega t+\varphi )},
jejíž řešení složené z stejnosměrné ({\displaystyle e^{-{\frac {t}{\tau }}}}) a střídavé ({\displaystyle \cos \omega t}) složky zkratového proudu dostaneme ve tvaru:
{\displaystyle i_{k}(t)={\frac {U_{m}}{Z}}(e^{-{\frac {t}{\tau }}}-\cos \omega t)},
kde {\displaystyle U_{m}} je maximální hodnota průběhu napětí, {\displaystyle R} resp. {\displaystyle L} resp. {\displaystyle Z} jsou rezistance resp. indukčnost resp. impedance zkratového obvodu, {\displaystyle \omega } je úhlová frekvence sítě, {\displaystyle \varphi } je fázový posuv mezi napětím a proudem a {\displaystyle \tau } je časová konstanta exponenciálního poklesu zkratového proudu.

### Hodnoty zkratového proudu - definice
Rázový zkratový proud definujme jako efektivní hodnotu střídavé složky časového průběhu zkratového proudu:
{\displaystyle I_{k}^{2}T={\frac {U_{m}^{2}}{Z^{2}}}\int _{0}^{T}{\cos ^{2}\omega t}dt},
tj. pro {\displaystyle \ U_{m}={\sqrt {2}}U_{f}}:{\displaystyle \ \ \ \ \ I_{k}={\frac {U_{f}}{Z}}{\sqrt {(1+{\frac {sin2\omega T}{2\omega T}})}}\ \ \ \ \ } tj. pro {\displaystyle \ T\rightarrow 0}:{\displaystyle \ \ \ \ \ I_{k}={\frac {U_{m}}{Z}}\ \ \ \ \ } a pro {\displaystyle \ \omega T=2\pi }:{\displaystyle \ \ \ \ \ I_{k}={\frac {U}{{\sqrt {3}}Z}}},
přičemž {\displaystyle U={\sqrt {3}}U_{f}} je vztah mezi sdruženým a fázovým napětím.
Nárazový zkratový proud definujme jako maximální hodnotu časového průběhu zkratového proudu, tj. v čase {\displaystyle t=\pi \backslash \omega } pro {\displaystyle \cos \pi =-1}:
{\displaystyle I_{km}={\sqrt {2}}\ I_{k}(1+{e^{-}}^{\frac {0,01}{\tau }})\ \ \ \ \ } kde {\displaystyle \ \ \ \ \ \tau ={\frac {X}{\omega R}}}.
Oteplovací zkratový proud definujme jako efektivní hodnotu zkratového proudu pro dobu trvání zkratu {\displaystyle T}:

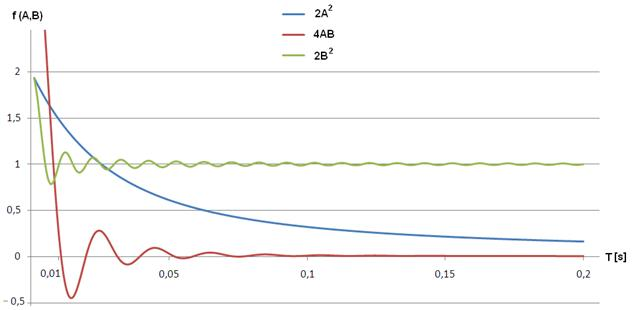
Průběh složek ekvivalentního oteplovacího zkratového proudu

{\displaystyle I_{ke}^{2}\ T=2\ I_{k}^{2}\int _{0}^{T}{({e^{-}}^{\frac {t}{\tau }}-cos\omega t)}^{2}dt\ \ \ \ \ \ \ \ \ \ \Rightarrow \ \ \ \ \ \ \ \ \ \ I_{ke}={\sqrt {2}}\ I_{k}{\sqrt {A^{2}-2AB+B^{2}}}},
kde:
{\displaystyle A^{2}={\frac {1}{T}}\int _{0}^{T}{{e^{-2}}^{\frac {t}{\tau }}dt}={\frac {\tau }{2T}}(1-{e^{-2}}^{\frac {T}{\tau }})},
{\displaystyle B^{2}={\frac {1}{T}}\int _{0}^{T}{\cos ^{2}\omega Tdt}={\frac {1}{2}}(1+{\frac {sin2\omega T}{2\omega T}})},
{\displaystyle AB={\frac {1}{T}}\int _{0}^{T}{{e^{-}}^{\frac {t}{\tau }}\ cos\omega t\ dt=}{\frac {1}{1+\omega ^{2}\tau ^{2}}}(\omega ^{2}\tau ^{2}{\frac {sin\omega T}{\omega T}}{e^{-}}^{\frac {T}{\tau }}+{\frac {\tau }{T}}(1-cos\omega T\ {e^{-}}^{\frac {T}{\tau }}))}
a
{\displaystyle \lim _{T\rightarrow 0}A^{2}=\lim _{T\rightarrow 0}B^{2}=\lim _{T\rightarrow 0}AB=1},
{\displaystyle \lim _{T\rightarrow \infty }A^{2}=\lim _{T\rightarrow \infty }{AB=}0\ ,\ \lim _{T\rightarrow \infty }{B^{2}=}{\frac {1}{2}}}.

### Hodnoty zkratového proudu - norma
Dle normy pro elektricky vzdálený zkrat určíme nárazový proud z rázového proudu následovně:
{\displaystyle I_{\text{km}}=\kappa {\sqrt {2}}I_{k}^{''}\ \ \ \ \ } kde {\displaystyle \ \ \ \ \ \kappa =\left({1,02+0,98\ e}^{-3{\frac {R}{X}}}\right)}
a oteplovací proud z rázového proudu následovně:
{\displaystyle I_{\text{th}}={\sqrt {n+m}}\ I_{k}^{''}\ \ \ \ \ } kde {\displaystyle \ \ \ \ \ n=(1+{\frac {sin2\omega T}{2\omega T}})\ \ \ \ \ } a {\displaystyle \ \ \ \ \ m={\frac {1}{2fT\ln \left(\kappa -1\right)}}\left(e^{4fT\ln \left(\kappa -1\right)}-1\right)},
kde:
{\displaystyle \kappa \cong \left({1+e}^{-3{\frac {R}{X}}}\right)\ \ \ \Rightarrow \ \ \ \ln {\left(\kappa -1\right)\cong -3{\frac {R}{X}}}\cong -0,01{\frac {\omega R}{X}}=-{\frac {0,01}{\tau }}\ \ \ \Rightarrow \ \ \ m={\frac {\tau }{T}}\left(1-e^{-2{\frac {T}{\tau }}}\right)},
tj.
{\displaystyle I_{\text{th}}=I_{k}^{''}{\sqrt {\left(1+{\frac {sin2\omega T}{2\omega T}}\right)+{\frac {\tau }{T}}\left(1-e^{-2{\frac {T}{\tau }}}\right)}}},
tj. oproti definici norma zanedbává člen {\displaystyle AB}.

### Vztažná soustava
Z důvodu usnadnění výpočtů nesymetrických poruch se zavádí transformace z fázové soustavy {\displaystyle a,b,c} do duální vztažně soustavy {\displaystyle 0,1,2} o netočivé, sousledné a zpětné složce:
{\displaystyle {\begin{bmatrix}E_{a}\\E_{b}\\E_{c}\\\end{bmatrix}}={\begin{bmatrix}1&1&1\\1&a^{2}&a\\1&a&a^{2}\\\end{bmatrix}}{\begin{bmatrix}E_{0}\\E_{1}\\E_{2}\\\end{bmatrix}}={\begin{bmatrix}E_{0}+E_{1}+E_{2}\\E_{0}+a^{2}E_{1}+aE_{2}\\E_{0}+aE_{1}+a^{2}E_{2}\\\end{bmatrix}}}
kde pro prvky transformační matice platí:
{\displaystyle a=e^{j{\frac {2}{3}}\pi }=\cos {{\frac {2}{3}}\pi }+j\sin {{\frac {2}{3}}\pi }=-{\frac {1}{2}}+j{\frac {\sqrt {3}}{2}}\ \ \ }{\displaystyle \ \ \ \ \ \ \ a^{3}=1}
{\displaystyle a^{2}=e^{j{\frac {4}{3}}\pi }=\cos {{\frac {4}{3}}\pi }+j\sin {{\frac {4}{3}}\pi }=-{\frac {1}{2}}-j{\frac {\sqrt {3}}{2}}\ \ \ }{\displaystyle \ \ \ \ \ a^{4}=a}
{\displaystyle \left(a^{2}-1\right)=j{\sqrt {3}}\ a\ \ \ }{\displaystyle \ \ \ \left(1-a\right)=j{\sqrt {3}}\ a^{2}\ \ \ }{\displaystyle \ \ \ a^{2}+a+1=0}
z čehož plyne výpočet inverzní transformační matice:
{\displaystyle {\begin{bmatrix}1&1&1\\1&a^{2}&a\\1&a&a^{2}\\\end{bmatrix}}^{-1}={\frac {1}{3}}{\begin{bmatrix}1&1&1\\1&a&a^{2}\\1&a^{2}&a\\\end{bmatrix}}}
a zpětná transformace souměrné fázové soustavy se pak dostává ve tvaru:
{\displaystyle {\begin{bmatrix}E_{0}\\E_{1}\\E_{2}\\\end{bmatrix}}={\frac {1}{3}}{\begin{bmatrix}1&1&1\\1&a&a^{2}\\1&a^{2}&a\\\end{bmatrix}}{\begin{bmatrix}E_{a}\\{a^{2}E}_{a}\\aE_{a}\\\end{bmatrix}}={\frac {E_{a}}{3}}{\begin{bmatrix}1+a^{2}+a\\1+a^{3}+a^{3}\\1+a^{4}+a^{2}\\\end{bmatrix}}={\begin{bmatrix}0\\E_{a}\\0\\\end{bmatrix}}}
Obecný model poruchy ve fázové soustavě se zapíše ve tvaru:
{\displaystyle {\begin{bmatrix}E_{a}\\E_{b}\\E_{c}\\\end{bmatrix}}={\begin{bmatrix}Z_{\text{aa}}&Z_{\text{ab}}&Z_{\text{ac}}\\Z_{\text{ba}}&Z_{\text{bb}}&Z_{\text{bc}}\\Z_{\text{ca}}&Z_{\text{cb}}&Z_{\text{cc}}\\\end{bmatrix}}{\begin{bmatrix}I_{a}\\I_{b}\\I_{c}\\\end{bmatrix}}+{\begin{bmatrix}U_{a}\\U_{b}\\U_{c}\\\end{bmatrix}}}
kde {\displaystyle E} resp. {\displaystyle U} jsou napětí zdroje resp. napětí v místě poruchy a {\displaystyle Z} resp. {\displaystyle I} jsou impedance zkratového obvodu resp. zkratové proudy. Pomocí následujících transformací:
{\displaystyle {\begin{bmatrix}1&1&1\\1&a^{2}&a\\1&a&a^{2}\\\end{bmatrix}}{\begin{bmatrix}E_{0}\\E_{1}\\E_{2}\\\end{bmatrix}}={\begin{bmatrix}Z_{\text{aa}}&Z_{\text{ab}}&Z_{\text{ac}}\\Z_{\text{ba}}&Z_{\text{bb}}&Z_{\text{bc}}\\Z_{\text{ca}}&Z_{\text{cb}}&Z_{\text{cc}}\\\end{bmatrix}}{\begin{bmatrix}1&1&1\\1&a^{2}&a\\1&a&a^{2}\\\end{bmatrix}}{\begin{bmatrix}I_{0}\\I_{1}\\I_{2}\\\end{bmatrix}}+{\begin{bmatrix}1&1&1\\1&a^{2}&a\\1&a&a^{2}\\\end{bmatrix}}{\begin{bmatrix}U_{0}\\U_{1}\\U_{2}\\\end{bmatrix}}}
tj. po vynásobení inverzní transformační maticí zleva:
{\displaystyle {\begin{bmatrix}0\\E_{1}\\0\\\end{bmatrix}}={\frac {1}{3}}{\begin{bmatrix}1&1&1\\1&a&a^{2}\\1&a^{2}&a\\\end{bmatrix}}{\begin{bmatrix}Z_{\text{aa}}&Z_{\text{ab}}&Z_{\text{ac}}\\Z_{\text{ba}}&Z_{\text{bb}}&Z_{\text{bc}}\\Z_{\text{ca}}&Z_{\text{cb}}&Z_{\text{cc}}\\\end{bmatrix}}{\begin{bmatrix}1&1&1\\1&a^{2}&a\\1&a&a^{2}\\\end{bmatrix}}{\begin{bmatrix}I_{0}\\I_{1}\\I_{2}\\\end{bmatrix}}+{\begin{bmatrix}U_{0}\\U_{1}\\U_{2}\\\end{bmatrix}}={\begin{bmatrix}Z_{d}+2Z&0&0\\0&Z_{d}-Z&0\\0&0&Z_{d}-Z\\\end{bmatrix}}{\begin{bmatrix}I_{0}\\I_{1}\\I_{2}\\\end{bmatrix}}+{\begin{bmatrix}U_{0}\\U_{1}\\U_{2}\\\end{bmatrix}}}
se přechází k obecnému modelu poruchy ve vztažné soustavě:
{\displaystyle {\begin{bmatrix}0\\E_{1}\\0\\\end{bmatrix}}={\begin{bmatrix}Z_{0}I_{0}+U_{0}\\Z_{1}I_{1}+U_{1}\\Z_{2}I_{2}+U_{2}\\\end{bmatrix}}}
kde {\displaystyle Z_{0}=Z_{d}+2Z} a {\displaystyle Z_{1}=Z_{2}=Z_{d}-Z}.

### Typy zkratů
Výše uvedený model poruchy je ve tvaru 3 rovnic o 6 neznámých, tj. 3 neznámé musíme vždy zadat, pak můžeme modelovat jednotlivé typy poruch:

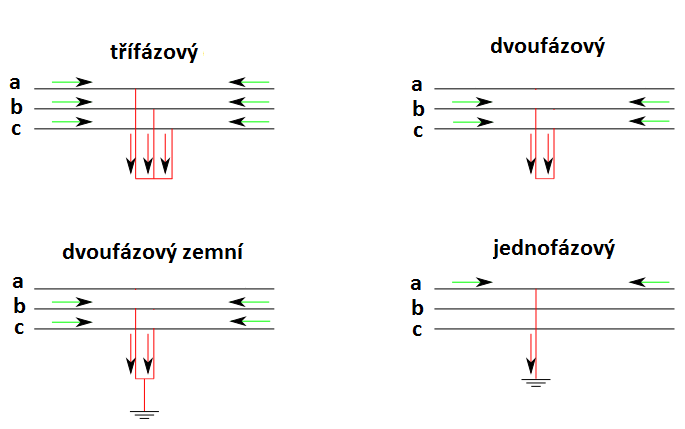
Typy zkratů

Třífázový zkrat:
{\displaystyle U_{a}=U_{b}=U_{c}=0}
{\displaystyle U_{0}=U_{1}=U_{2}=0}
{\displaystyle I_{3f}\equiv I_{a}=I_{1}}
{\displaystyle E_{1}=Z_{1}\ I_{1}}
Dvoufázový zkrat:
{\displaystyle I_{a}=0,\ I_{b}={-I}_{c},\ U_{b}=U_{c}}
{\displaystyle U_{1}=U_{2}}
{\displaystyle I_{2f}\equiv I_{b}=-j{\sqrt {3}}I_{1}}
{\displaystyle E_{1}=\left(Z_{1}+Z_{2}\right)\ I_{1}}
Dvoufázový zkrat zemní:
{\displaystyle I_{a}=U_{b}=U_{c}=0}
{\displaystyle U_{0}=U_{1}=U_{2}\ \ \ \ \ I_{0}+I_{1}+I_{2}=0}
{\displaystyle I_{2fz}\equiv I_{c}+I_{b}=\ -{\frac {3Z_{2}}{Z_{0}+Z_{2}}}I_{1}}
{\displaystyle E_{1}=(Z_{1}+{\frac {Z_{0}Z_{2}}{Z_{0}+Z_{2}}})\ I_{1}}
Jednofázový zkrat:
{\displaystyle U_{a}=I_{b}=I_{c}=0}
{\displaystyle U_{0}+U_{1}+U_{2}=0}
{\displaystyle I_{1f}\equiv I_{a}=3I_{1}}
{\displaystyle E_{1}=\left(Z_{0}+Z_{1}+Z_{2}\right)\ I_{1}}

### Vztah mezi fázovými a vztažnými hodnotami
Obecný model poruchy lze zapsat ve tvaru:
{\displaystyle E_{1}=Z\ I_{1}=\left(Z_{1}+\mathrm {\Delta } Z\right)\ I_{1}},
kde {\displaystyle \mathrm {\Delta } Z} představuje elektrickou vzdálenost nesymetrické poruchy od ekvivalentní symetrické poruchy, pak dostáváme vztahy mezi jednotlivými typy zkratových proudů a sousledným zkratovým proudem včetně hodnot příslušné přídavné impedance {\displaystyle \mathrm {\Delta } Z}:
{\displaystyle I_{3f}=I_{1}\ \ \ \ \ \ \ \ \ \ \ \ \ \ \ \ \ \ \ \ \ \ \ \ \ \ \ \ \ }{\displaystyle \ \ \ \ \ \mathrm {\Delta } Z=0}{\displaystyle \ \ \ \ \ \ \ \ \ \ \ \ \ \ \ \ \ \ I_{2f}=-j{\sqrt {3}}I_{1}\ \ \ \ \ \ \ }{\displaystyle \mathrm {\Delta } Z=Z_{2}}
{\displaystyle I_{2fz}=-j{\sqrt {3}}{\frac {Z_{0}-aZ_{2}}{Z_{0}+Z_{2}}}I_{1}}{\displaystyle \ \ \ \ \ \mathrm {\Delta } Z={\frac {Z_{0}Z_{2}}{Z_{0}+Z_{2}}}}{\displaystyle \ \ \ \ \ I_{1f}=3I_{1}\ \ \ \ \ \ \ \ \ \ \ \ \ \ \ }{\displaystyle \mathrm {\Delta } Z=Z_{0}+Z_{2}}
Při zanedbání rezistance zkratového obvodu pro jednotlivé limitní případy poměru netočivé a sousledné reaktance lze vyjádřit vztahy mezi nesymetrickými poruchovými proudy a poruchovým proudem symetrickým:
{\displaystyle {\frac {X_{0}}{X_{1}}}\rightarrow 0\ \ \ \ \ \Rightarrow \ \ \ \ \ I_{1f}={\frac {3}{2}}I_{3f}\ \ \ \ \ I_{2fz}=-{\frac {1}{2}}(3+j{\sqrt {3}})\ I_{3f}\ \ \ (\backsim {\sqrt {3}}I_{3f})}
{\displaystyle {\frac {X_{0}}{X_{1}}}\rightarrow 1\ \ \ \ \ \Rightarrow \ \ \ \ \ I_{1f}=I_{3f}\ \ \ \ \ \ \ \ \ I_{2fz}=-{\frac {1}{2}}(1+j{\sqrt {3}})\ I_{3f}\ \ \ (\backsim I_{3f})}
{\displaystyle {\frac {X_{0}}{X_{1}}}\rightarrow \infty \ \ \ \ \Rightarrow \ \ \ \ \ I_{1f}=0\ \ \ \ \ \ \ \ \ \ \ I_{2fz}=-j{\frac {\sqrt {3}}{2}}I_{3f}\ \ \ \ \ \ \ \ \ \ \ \ \ \ \ \ \ (\backsim {\frac {\sqrt {3}}{2}}I_{3f})}
kde:
{\displaystyle \left|-{\frac {1}{2}}(3+j{\sqrt {3}})\right|={\sqrt {3}}\ \ \ \ \ \ \ \ \ \ \left|-{\frac {1}{2}}(1+j{\sqrt {3}})\right|=1\ \ \ \ \ \ \ \ \ \ \left|-j{\frac {\sqrt {3}}{2}}\right|={\frac {\sqrt {3}}{2}}}

### Zdroje zkratového proudu
Jako zdroje zkratového výkonu se uvažují točivé stroje, jejichž příspěvky zkratových výkonů do místa zkratu jsou modelovány pomocí ekvivalentních příčných sousledných resp. netočivých impedancí v příslušném incidentním uzlu. Příspěvky trojfázových resp. jednofázových zkratových výkonů z okolních soustav do místa zkratu jsou modelovány pomocí ekvivalentních příčných sousledných resp. netočivých impedancí v příslušném hraničním uzlu:
- synchronní stroj:{\displaystyle \ \ \ \ \ \ \ \ \ \ \ Z_{1}={\frac {{U_{n}}^{2}}{S_{k3}}}}{\displaystyle \ \ \ \ \ Z_{0}\doteq 0,5\ Z_{1}}

- asynchronní stroj:{\displaystyle \ \ \ \ \ \ \ \ \ Z_{1}={\frac {{U_{n}}^{2}}{i_{z}S_{n}}}}{\displaystyle \ \ \ \ \ Z_{0}\doteq 0,5\ Z_{1}}

- nadřazená soustava:{\displaystyle \ \ \ \ \ Z_{1}={\frac {{U_{n}}^{2}}{S_{k3}}}}{\displaystyle \ \ \ \ \ \ Z_{0}={U_{n}}^{2}({\frac {3}{S_{k1}}}-{\frac {2}{S_{k3}}})}

kde {\displaystyle U_{n}} resp. {\displaystyle S_{n}} je jmenovité napětí resp. zdánlivý výkon, {\displaystyle S_{k}} je zkratový třífázový resp. jednofázový výkon a {\displaystyle i_{z}} je poměrný záběrný proud.